# Grodzisk Mazowiecki (gemeente)
De gemeente Grodzisk Mazowiecki is een stad- en landgemeente in het Poolse woiwodschap Mazovië, in powiat Grodziski (Mazovië).
De zetel van de gemeente is in Grodzisk Mazowiecki.
Op 31 december 2006, telde de gemeente 37.437 inwoners.

## Oppervlakte gegevens
In 2002 bedroeg de totale oppervlakte van gemeente Grodzisk Mazowiecki 107,03 km², waarvan:
- agrarisch gebied: 84%
- bossen: 7%

De gemeente beslaat 29,17% van de totale oppervlakte van de powiat.

## Demografie
Stand op 30 juni 2005:
| Omschrijving                   | Totaal | Totaal | Vrouwen | Vrouwen | Mannen | Mannen |
| ------------------------------ | ------ | ------ | ------- | ------- | ------ | ------ |
| eenheid                        | aantal | %      | aantal  | %       | aantal | %      |
| inwoners                       | 36.922 | 100    | 19.514  | 52,9    | 17.408 | 47,1   |
| bevolkingsdichtheid (inw./km²) | 345    | 345    | 180,2   | 180,2   | 160,5  | 160,5  |

In 2002 bedroeg het gemiddelde inkomen per inwoner 1415,69 zł.

## Administratieve plaatsen (sołectwo)
Adamowizna, Chlebnia, Chrzanów Duży, Chrzanów Mały, Czarny Las, Izdebno Kościelne, Nowe Izdebno, Janinów, Kady, Kałęczyn, Nowe Kłudno, Stare Kłudno, Kozerki, Nowe Kozery, Stare Kozery, Kraśnicza Wola, Książenice, Makówka, Marynin, Natolin, Odrano-Wola, Opypy, Radonie, Szczęsne, Tłuste, Urszulin, Wężyk, Władków, Wólka Grodziska, Zabłotnia, Żuków.
Plaatsen zonder de status sołectwo: Adamów, Mościska.

## Aangrenzende gemeenten
Baranów, Błonie, Brwinów, Jaktorów, Milanówek, Nadarzyn, Radziejówice, Żabia Wola